# Nuevo Mundo Televisión
Nuevo Mundo TV  fue un canal televisión abierta canadiense dirigido a la comunidad hispana de ese país. Fue lanzado al aire de manera oficial el 15 de marzo de 2007. Su programación se basaba en telenovelas, programas de entrevistas, noticiarios y vídeos musicales.

## Historia
En abril de 2005, Claire Bourgeois recibió la aprobación de la Comisión de radiodifusión y telecomunicaciones de Canadá (CRTC) para el lanzamiento de un canal de televisión denominado «Nuevo Mundo Televisión», el cual estaría centrado en el estilo de vida de la comunidad hispana dentro del país. El canal fue lanzado el 13 de marzo de 2007 como Nuevo Mundo Televisión primero por Vidéotron hasta expandir su cobertura dentro de otras operadoras de televisión paga. En aquel entonces, fue denominado como el primer canal de habla hispana de Canadá. 
En octubre de 2012, el canal relanzó su imagen corporativa junto con la actualización de su programación. Además, el canal realizó una alianza con SOiTV, un canal hispano basado en Estados Unidos, para la adquisición de contenidos de este canal y su posterior transmisión en NMTV. 
El 21 de febrero de 2013, NMTV volvió a estar disponible en Bell Five TV para sus suscriptores en Quebec y Ontario, como parte del paquete de canales «better». El 15 de mayo del mismo año, Peter Jaimes fue nombrado presidente de la compañía por un nuevo grupo de inversores del canal.
El canal cesó sus emisiones el 1 de diciembre de 2015 sin ningún tipo de anuncio oficial.